# 飞雷
飞雷，又称飞雷筒、炸药发射筒、炸药抛射筒、炸药包抛射机，俗称“没良心炮”，是一种用汽油桶等粗大筒状物作为炮管，利用薄壁抛射筒原理抛射炸药包等弹药的发射器。

## 简介

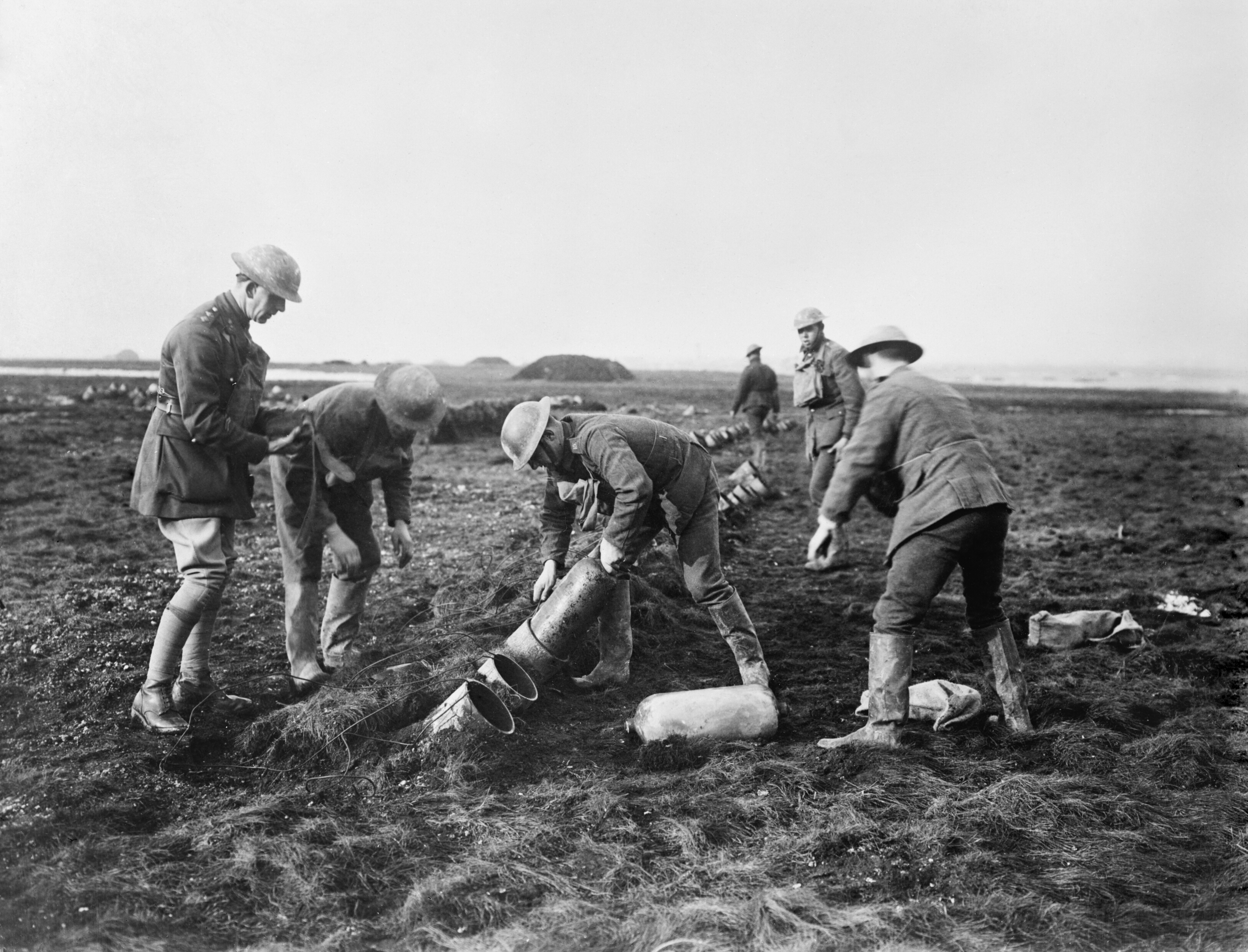
一战期间的英军士兵正在装填李文斯抛射炮。

飞雷最早可追溯到一战期间由英军上尉威廉·霍华德·李文斯（William Howard Livens）研制的李文斯抛射炮（Livens Projector），这种武器由粗大的通气管或大型油桶改造、焊接而成，多用于发射化学武器及燃烧弹。从1916年开始到1930年代中期，它一直是各国最主要的化学战武器之一。李文斯抛射炮也被用于抛射集束手榴弹，作为对地面炮火的一种补充。1937年淞沪会战期间，驻守上海的国民革命军就曾使用李文斯抛射炮发射白磷燃烧弹，有力地打击了侵华日军。
而现在所说的以废旧汽油桶改制的飞雷则是在第二次国共内战期间由中国人民解放军方面发明的，具体发明人说法不一。1947年秋有关兵工厂开始组织生产，成批供应前线。使用时把汽油桶埋入土中以吸收后坐力，并将弹道大体上指向敌方阵地，桶身与地面呈45度角获得最大的射程，在桶的最底部装填黑火药或低威力炸药作为拋射药。而抛射的炸药包上，会绑上一块圆形的厚木板隔在炸药包与抛射药之间；既是隔离和缓冲抛射药爆燃对于炸药包的高温、冲击，也起到气密、增加燃气利用效率以加大射程的作用。炸药包上采用延期雷管，点燃导火索后，火药的推射力将炸药包拋入对方阵地后落地起爆。
这种武器很快在实战中显示了巨大的威力，逐步在解放军中推广，结束了解放军攻坚战役时，依靠人工送炸药，步兵登云梯的历史。在朝鲜战争中，中国人民志愿军也曾用飞雷袭击过英国军队阵地，让英军误以为遭到苏制重炮的袭击。利用汽油桶制造的飞雷的威力巨大，而且製造簡單兼成本極低；但精度不高，安全性差，且由于汽油桶壁厚度不够，只能一次性使用，射程一般也只有100~200米，一般被大量集中用于进攻时进行大范围轰炸。也有评论认为“没良心炮”的实际作用被夸大，并认为其清除障碍及吓阻敌人的作用远大于摧毁敌军阵地及建筑物的效果；同時出於其簡單，極易生產和作用單一的特點，認為該武器就是李文斯拋射砲的战地自制版 。
在叙利亚内战和伊拉克内战中，交战各方也制造出了大量类似于飞雷的土制武器。其炮管多使用大口径薄壁钢管，发射内膛或外膛的炮弹；而炮弹大多数由简单的煤气罐或钢管制成，再安装简易的引信，就成了大威力破坏弹药，用于城市作战时轰击建筑物。